# Motorpsycho
I Motorpsycho sono un gruppo alternative rock norvegese, formatosi nel 1989 a Trondheim.
Il nucleo della formazione è composto da Bent Sæther (voce, basso, chitarra, autore della maggior parte dei brani; nato il 18 febbraio 1969) e Hans Magnus "Snah" Ryan (chitarra e voce, nato il 31 dicembre 1969), a cui inizialmente si aggiunge il batterista Kjell Runar "Killer" Jenssen, sostituito dopo il 1991 da Håkon Gebhardt (batteria, banjo, chitarra, nato il 21 giugno 1969). Quest'ultimo lascerà il gruppo nel 2005, e verrà stabilmente sostituito solo nel 2007 da Kenneth Kapstad (nato il 20 aprile 1979, già nei Gåte), che rimarrà nel gruppo fino al 2017; al suo posto Tomas Järmyr (precedentemente membro dei Zu, Yodok, YODOK lll e Sunswitch) fino al 9 gennaio 2023. Nel corso degli anni diversi musicisti si sono avvicendati sul palco e soprattutto in studio come membri aggiuntivi della band.
Il gruppo vanta una certa prolificità, come dimostra la messe di EP prodotti nel corso degli anni, e un notevole eclettismo musicale.

## Storia del gruppo
Il gruppo, formato nell'autunno del 1989 dal chitarrista Hans Magnus "Snah" Ryan, dal bassista Bent Saether e dal batterista Kjell Runar "Killer" Jenssen, prende il nome da un film di Russ Meyer del 1965 intitolato Motorpsycho!.
Nel 1991 viene pubblicato l'album di debutto Lobotomizer, dopodiché il batterista Kjell Runar Jenssen lascia il gruppo e viene sostituito da Håkon Gebhardt, un amico delle scuole superiori di Hans Magnus Ryan.
In seguito si aggiunge al gruppo anche il musicista Helge Sten, con il quale vengono registrati gli album Demon Box, del 1993, e Timothy's Monster, del 1994.
La collaborazione con Sten prosegue anche a seguito della pubblicazione di Timothy's Monster, anche se non farà più parte del gruppo in maniera stabile.
Entrano invece a far parte del gruppo il chitarrista Morten Fagervik e il tastierista Lars Lien e con la formazione a cinque viene pubblicato l'album Blissard (1996).
Tornati ad essere un trio, Ryan, Saether e Gebhardt pubblicano gli album Angels and Daemons at Play (1997) e Trust Us (1998).
Nel 1999 esce invece Roadworks, Vol. 1, il primo album della serie Roadworks, una raccolta di brani dal vivo.
Nel 2000 esce Let Them Eat Cake. Il gruppo prosegue con Phanerothyme (2001) e It's a Love Cult (2002).
Nel 2003 collaborano con i connazionali Jaga Jazzist per la collana In the Fishtank.
Nel 2005 Gebhardt lascia i Motorpsycho, i quali si avvalgono per un breve periodo della collaborazione del percussionista Jacco Van Rooij e del vibrafonista Øyvind Brandtsegg, con i quali viene registrato l'album Black Hole/Blank Canvas (2006).
L'album del 2008 Little Lucid Moments vede l'ingresso del nuovo batterista Kenneth Kapstad in pianta stabile.
Il 16 maggio del 2008 esce il primo doppio DVD della band, Hair Cuts. Il 7 agosto 2009 per festeggiare i vent'anni della band esce solo in formato LP il tredicesimo album in studio Child of the Future e, cinque mesi dopo, viene distribuito il numero quattordici: Heavy Metal Fruit.
Nel 2016 la band ha realizzato l'album Here Be Monsters, l'album è stato il risultato di un'evoluzione di una composizione musicale composta per il compleanno dell'Oslo Teknisk Museum. La band ha suonato questo speciale composizione al museo con la partecipazione di Ståle Storløkken, e successivamente hanno deciso di lavorarci in studio.
Nel Maggio 2016, subito dopo la fine del tour di "Here Be Monsters", Kenneth Kapstad decide di lasciare i Motorpsycho. Sæther and Ryan passano il resto dell'anno, scrivendo e suonando la colonna sonora per uno scritto di Carl Frode Tiller chiamata "Begynnelser" e presentato in autunno al trøndelag Teater.
il 2 gennaio 2017 tramite la loro pagina ufficiale, la band annuncia l'entrata in formazione del batterista svedese Tomas Järmyr (anche con i romani Zu dal 2015) come terzo membro ufficiale dei Motorpsycho.
L'8 settembre 2017 esce il nuovo album "The Tower".
Il 15 febbraio 2019 esce il nuovo album "The Crucible" a cui fa seguito il 18 settembre la raccolta The Light Fantastic, pubblicata esclusivamente in vinile e successivamente in download digitale gratuito il 20 aprile 2020.
Il 28 Agosto 2020 viene pubblicato il doppio album "The All is One" che conclude la trilogia iniziata con The Tower e proseguita con The Crucible. Nel disco è presente una suite in 5 parti della durata di 42 minuti. L'album era atteso nella primavera del 2020 ma l'uscita è stata posticitata a causa della pandemia di COVID-19.

## Formazione

### Formazione attuale
- Bent Sæther – voce, basso, chitarra, tastiera, batteria (1989-presente)
- Hans Magnus Ryan – chitarra, voce addizionale, tastiera, violino (1989-presente)

### Ex componenti
- Kjell Runar Jenssen – batteria (1989-1991)
- Håkon Gebhardt – batteria, voce addizionale, banjo e chitarra (1991-2005)
- Helge "Deathprod" Sten – theremin, sintetizzatore (1992-1994)
- Lars Lien – tastiera, voce addizionale (1993-1994)
- Morten Fagervik – chitarra ritmica, tastiera (1995-1996)
- Kenneth Kapstad – batteria (2007-2017)
- Tomas Järmyr – batteria (2017-2023)

### Principali collaboratori
- Ole Henrik Moe – violino, sega musicale, pianoforte (1997-1998)
- Baard Slagsvold – tastiera, voce addizionale (1999-2003)
- Jacco van Rooij – batteria (live, 2006)
- Øyvind Brandtsegg – vibrafono e sintetizzatori (live, 2006)

## Discografia

### Album in studio
- 1991 – Lobotomizer
- 1992 – 8 Soothing Songs for Rut
- 1993 – Demon Box
- 1994 – Timothy's Monster
- 1996 – Blissard
- 1997 – Angels and Daemons at Play
- 1998 – Trust Us
- 2000 – Let Them Eat Cake
- 2001 – Phanerothyme
- 2002 – It's a Love Cult
- 2006 – Black Hole/Blank Canvas
- 2008 – Little Lucid Moments
- 2009 – Child of the Future
- 2010 – Heavy Metal Fruit
- 2013 – Still Life with Eggplant
- 2014 – The Motorpnakotic Fragments
- 2014 – Behind the Sun
- 2015 – En Konsert For Folk Flest
- 2015 – Supersonic Scientists – A Young Person’s Guide To Motorpsycho
- 2016 – Here Be Monsters
- 2016 – Here Be Monsters Vol. 2
- 2017 – Begynnelser
- 2017 – The Tower
- 2019 – The Crucible
- 2019 – The Light Fantastic
- 2020 – The All is One
- 2021 – Kingdom of Oblivion
- 2022 – Ancient Astronauts
- 2023 – Yay!
- 2024 – Neigh!!
- 2025 – Motorpsycho

Come Motorpsycho & Friends
- 1994 – The Tussler – Original Motion Picture Soundtrack

Come The International Tussler Society
- 2004 – Motorpsycho presents The International Tussler Society
- 2004 – Satan's Favourite Son
- 2004 – Laila Lou

### Album dal vivo
- 1998 – Live Union Scene
- 1999 – Roadwork Vol. 1 – Heavy metal iz a poze, hardt rock iz a leifschteil: live in Europe 1998
- 2001 – Roadwork Vol. 2 – The MotorSourceMassacre: Motorpsycho, The Source and Deathprod live at Kongsberg Jazzfestival 1995
- 2008 – Roadwork Vol. 3 – The Four Norsemen of the Apocalypse (incluso nel doppio DVD Haircuts, 2008)
- 2011 – Roadwork Vol. 4 – Intrepid Skronk (2011)
- 2011 – Strings of Stroop – Motorpsycho Live at Effenaar
- 2018 – Roadwork Vol.5 – Field Notes, Europe 2017 (The Fantastic Expedition Of Järmyr, Ryan, Sæther & Lo Live In Europe 2017)

### EP
- 1990 – Maiden Voyage (demo)
- 1992 – Soothe
- 1993 – Mountain
- 1994 – Another Ugly
- 1994 – Wearing Yr Smell
- 1996 – Nerve Tattoo
- 1996 – Manmower
- 1997 – Babyscooter
- 1997 – Lovelight
- 1997 – Have Spacesuit, Will Travel
- 1998 – Starmelt
- 1998 – Ozone
- 1998 – Hey Jane
- 1999 – Walkin' with J
- 2000 – The Other Fool
- 2001 – Barracuda
- 2002 – Serpentine

### Singoli
- 1992 – 3 Songs for Rut
- 1996 – Sinful, Wind-borne
- 2001 – The Slow Phaseout
- 2006 – Hyena

### Collaborazioni
- 2001 – Go to California (split EP con The Soundtrack of Our Lives)
- 2003 – In the Fishtank 10 (con Jaga Jazzist Horns)
- 2012 – The Death Defying Unicorn (con Ståle Storløkken)

### Compilation
- 1993 – Comin' Down Fast! (Picture Disc, con la traccia Manson's Children)